# Квинт Егнаций Прокул
Квинт Егнаций Прокул (на латински: Quintus Egnatius Proculus; * ок. 190) е римски политик.
Произлиза от фамилията Егнации и е син на Егнаций Прокул (легат на провинция Тракия и суфектконсул 219 г.). Баща му е чичо на Егнация Мариниана, която е втората съпруга на римския император Валериан I и майка на император Галиен и Валериан Младши.
Квинт Прокул става суфектконсул през неизвестна година. Жени се за Мария Аврелиана Виолентила (* ок. 195 г.), дъщеря на Луций Марий Перпету (императорски прокуратор на Лугдунска Галия и Аквитания) и сестра на историка Марий Максим (консул 223 г.). Има ок. 210 г. син Квинт Егнаций Галиен Перпету (consularis vir в Алифе, Самниум, Италия).